# شيموس كيلي
شيموس كيلي (بالإنجليزية: Seamus Kelly)‏ (6 مايو 1974 في جمهورية أيرلندا - ) هو لاعب كرة قدم أيرلندي في مركز حراسة المرمى. شارك مع منتخب جمهورية أيرلندا تحت 21 سنة لكرة القدم. أما مع النوادي، فقد لعب مع باتريك أتلتيك وكارديف سيتي ونادي بوهيميان ونادي كلية جامعة دبلن ولونغفورد تاون ‏ وOffaly Senior Football Team ‏.

## وصلات خارجية
- شيموس كيلي على موقع قاعدة بيانات كرة القدم.إي يو (الإنجليزية)